# Piobesi Torinese

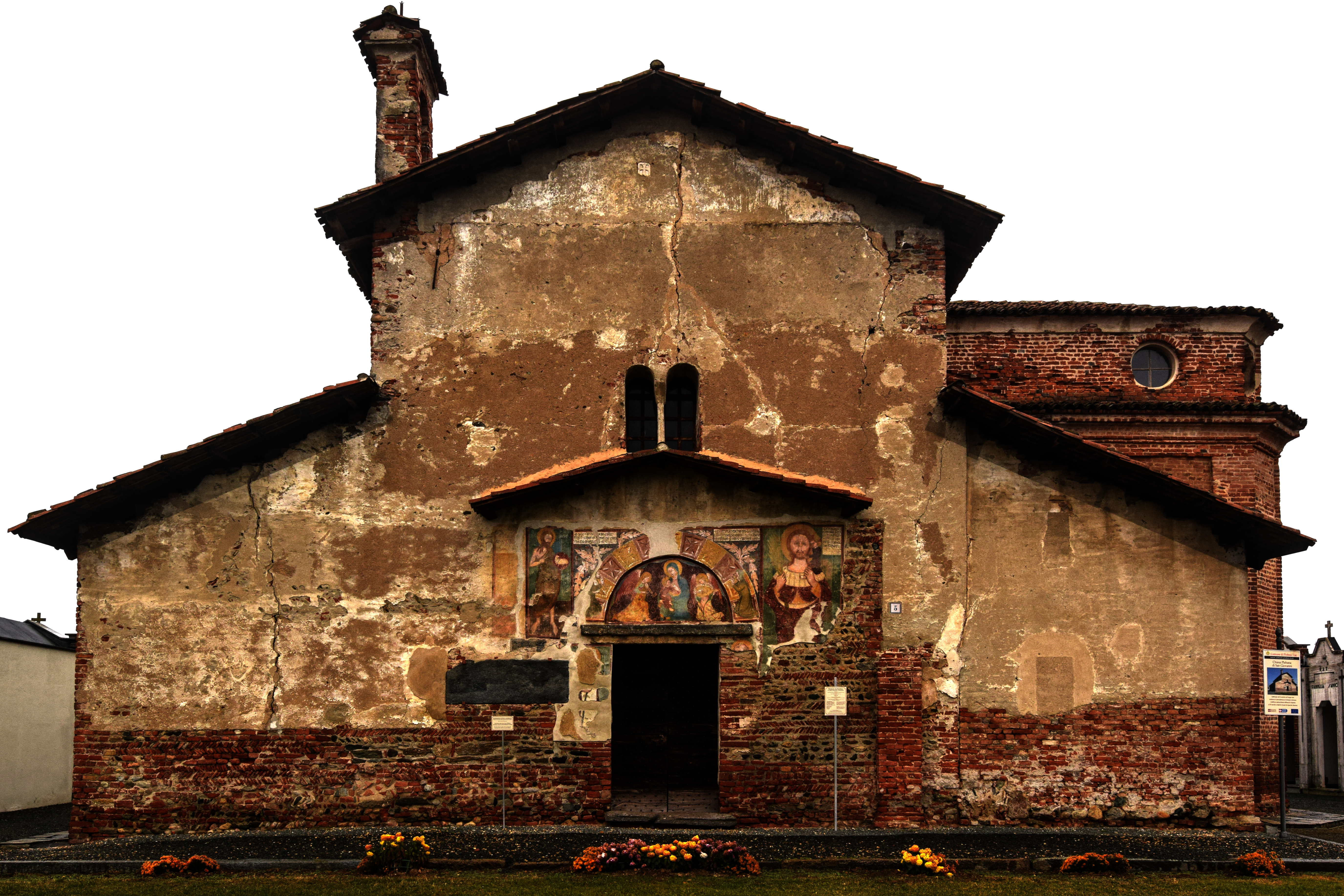
Pieve di San Giovanni ai Campi

Piobesi Torinese (Pióbes in piemontese) è un comune italiano di 3 756 abitanti della città metropolitana di Torino in Piemonte.

## Geografia fisica

### Idrografia
Nel territorio di Piobesi Torinese scorre il torrente Chisola.

## Monumenti e luoghi d'interesse
- Resti del vecchio castello, con torre
- Chiesa parrocchiale della Natività di Maria Vergine, consacrata nel 1892
- Pieve di San Giovanni ai Campi, romanica, risalente all'XI secolo

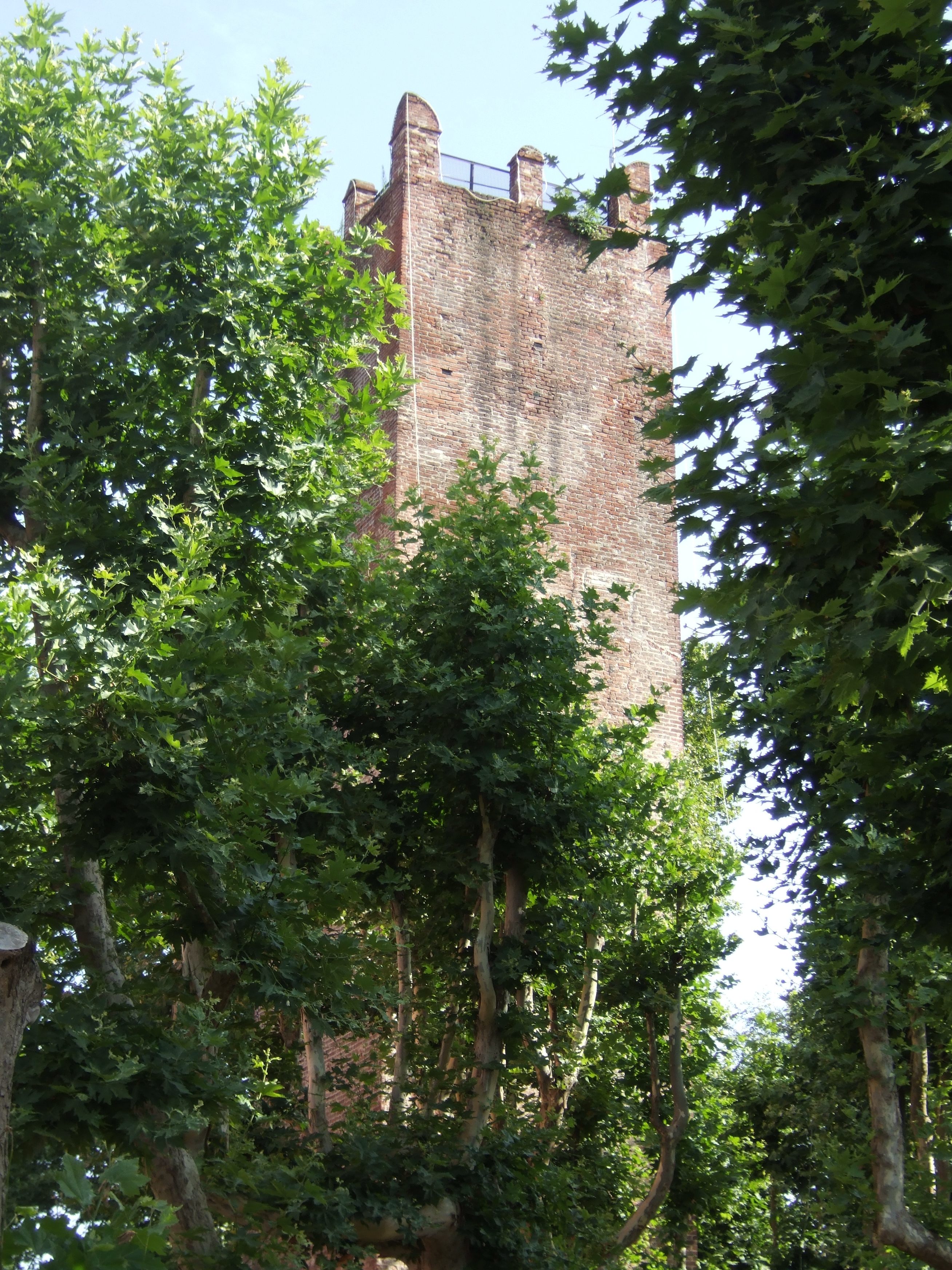
Torre del vecchio castello

- Casa Gramaglia

## Società

### Evoluzione demografica
Abitanti censiti

## Cultura

### Biblioteche
La biblioteca civica di Piobesi Torinese, istituita dal consiglio comunale dal 1975, si trova al piano terra del Castello di Piobesi. 

## Infrastrutture e trasporti
Tra il 1904 e il 1934 Piobesi Torinese fu il capolinea di una tranvia a vapore per Torino.

## Amministrazione
Di seguito è presentata una tabella relativa alle amministrazioni che si sono succedute in questo comune.
| Periodo        | Periodo        | Primo cittadino     | Partito                                | Carica  | Note  |
| -------------- | -------------- | ------------------- | -------------------------------------- | ------- | ----- |
| 8 luglio 1985  | 6 giugno 1990  | Severino Gariglio   | Democrazia Cristiana                   | Sindaco | [ 6 ] |
| 6 giugno 1990  | 24 aprile 1995 | Severino Gariglio   | Democrazia Cristiana                   | Sindaco | [ 6 ] |
| 24 aprile 1995 | 14 giugno 1999 | Severino Gariglio   | Partito Popolare Italiano              | Sindaco | [ 6 ] |
| 14 giugno 1999 | 14 giugno 2004 | Fulvio Bussano      | lista civica Continuità e rinnovamento | Sindaco | [ 6 ] |
| 14 giugno 2004 | 8 giugno 2009  | Fulvio Bussano      | lista civica Continuità e rinnovamento | Sindaco | [ 6 ] |
| 8 giugno 2009  | 26 maggio 2014 | Luciano Bollati     | lista civica Continuità e rinnovamento | Sindaco | [ 6 ] |
| 26 maggio 2014 | 27 maggio 2019 | Fiorenzo Demichelis | lista civica Viviamo Piobesi           | Sindaco | [ 6 ] |
| 27 maggio 2019 | 10 giugno 2024 | Fiorenzo Demichelis | lista civica Viviamo Piobesi           | Sindaco | [ 6 ] |
| 10 giugno 2024 | in carica      | Fiorenzo Demichelis | lista civica Viviamo Piobesi           | Sindaco | [ 6 ] |

### Gemellaggi
Venzone, dal 1976

## Sport
La maggior società calcistica locale è il Chisola, nata nel 1998 dalla fusione di tre club preesistenti del circondario (Candiolo, Piobesi e CCR Vinovo) e che opera, oltre che a Piobesi, nella limitrofa Vinovo. Contraddistinta dai colori bianco-blu, vanta come massimo successo della propria storia societaria la partecipazione alla Serie D. Le gare interne si disputano al campo sportivo Dino Marola di Vinovo.
Vi è poi la Sportinsieme Piobesi, affiliata alla Fiorentina, mai spintasi oltre le divisioni dilettantistiche a carattere territoriale.